# إلزه هيرولد
إلزه هيرولد هو عازف بيانو ألماني، ولد في 17 أكتوبر 1906، وتوفي في 29 أكتوبر 1999.